# 한송희 (1986년)
한송희(1986년 2월 25일 ~ )는 대한민국의 배우이자 극작가이다.

## 학력
부산 동삼초등학교
부산 영도여자중학교
부산 영도여자고등학교
- 한양대학교 연극영화학과 학사

## 연기 활동

### 영화
- 2008년 《남의 속도 모르고》 ... 송희 역
- 2012년 《밍크코트》 ... 수진 역
- 2012년 《레몬타임》 ... 라이 역
- 2013년 《데이문》
- 2013년 《앵두야 연애하자》 ... 엄나은 역
- 2015년 《고길동의 방주》
- 2015년 《디렉터스 컷》 ... 지민 역
- 2015년 《마돈나》 ... 미영 역
- 2015년 《도리화가》 ... 방울이 역
- 2019년 《윤희에게》 ... 영양사 역

### 공연
- 2009년 《정옥이》 ... 낯선여자 역
- 2010년 《장례의 기술》 ... 낯선여자 역
- 2011년 《호랑이를 부탁해》 ... 멀티녀 역
- 2012년 《서울 사람들》 ... 한다정 역
- 2015년 《미래의 여름》 ... 동아 역
- 2015년 《손》 ... 슬기 역
- 2016년 《올모스트 메인》 ... 글로리, 웨이트리스, 마시 역
- 2016년 《헤라, 아프로디테, 아르테미스》 ... 헤라 역
- 2017년 《B CLASS》 ... 서정인 역
- 2017년 《손》 ... 진희 역
- 2017년 《헤라, 아프로디테, 아르테미스》 ... 헤라 역
- 2017년 《손》 ... 장례지도사2 역
- 2017년 《더 헬멧 Rooms Vol.1》 ... 헬멧C 역
- 2018년 《줄리엣과 줄리엣》 ... 줄리엣 몬태규 역
- 2018년 《기상프로젝트 라스낭독극장》 ... 혜림, 고야마 사다코, 은희 역
- 2018년 《외국인들》 ... 지은 역
- 2018년 《산책하는 침략자》 ... 카세 나루미 역
- 2018년 《헤라, 아프로디테, 아르테미스》 ... 헤라 역
- 2019년 《더 헬멧 Rooms Vol.1》 ... 헬멧C 역
- 2019년 《산책하는 침략자》 낭독공연 ... 카세 나루미 역
- 2019년 《줄리엣과 줄리엣》 ... 줄리엣 몬태규 역
- 2019년 《산책하는 침략자》 ... 카세 나루미 역
- 2019년 《헤라, 아프로디테, 아르테미스》 ... 헤라 역

## 극작

### 극작
- 2016년 《헤라, 아프로디테, 아르테미스》
- 2018년 《줄리엣과 줄리엣》
- 2020년 《미래의 여름》
- 2022년 《선택》

### 각색
- 2018년 《왕복서간》

## 수상
- 2011년 제16회 부산국제영화제 한국영화감독조합상 여배우부문
- 2017년 제4회 서울연극인대상 극작상 (《헤라, 아프로디테, 아르테미스》)